# Charlotte Friederike zu Mecklenburg

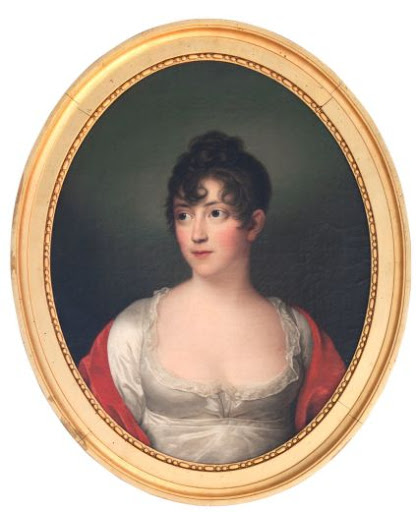
Prinzessin Charlotte Friederike von Mecklenburg, spätere Erbprinzessin von Dänemark

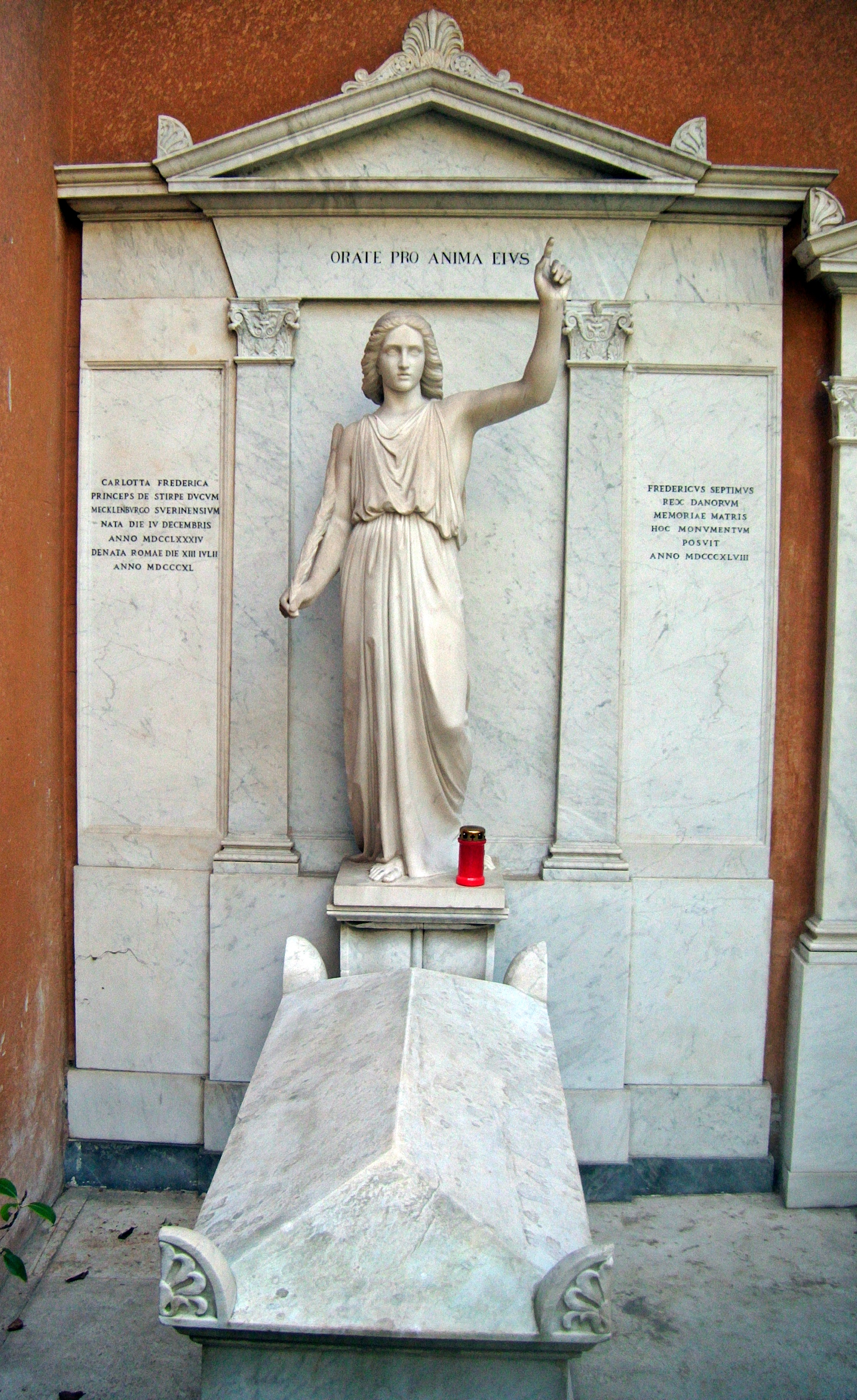
Grab, Campo Santo Teutonico, Rom

Charlotte Friederike, Herzogin zu Mecklenburg [-Schwerin], auch: Charlotte, Herzogin ... (* 4. Dezember 1784 in Ludwigslust; † 13. Juli 1840 in Rom, ± Campo Santo Teutonico), war Herzogin zu Mecklenburg aus der Linie Mecklenburg-Schwerin und erste Frau des späteren Königs Christian VIII. von Dänemark.

## Leben
Charlotte Friederike war die jüngste Tochter des Herzogs Friedrich Franz I. zu Mecklenburg und dessen Frau Luise von Sachsen-Gotha-Altenburg.
Am 21. Juni 1806 wurde sie in Ludwigslust mit ihrem Cousin, Erbprinz Christian von Dänemark, verheiratet. Er war der Sohn des Erbprinzen Friedrich von Dänemark und ihrer Tante, Herzogin Sophie Friederike zu Mecklenburg. Aus der Ehe ging 1808 ein überlebendes Kind hervor, der spätere dänische König Friedrich VII. Im folgenden Jahr trennte sich das Paar nach einer Affäre von Charlotte Friedrike mit dem Hofmusiker Jean Baptiste Édouard Du Puy; am 31. März 1810 wurde die Ehe geschieden.
Charlotte verbannte man erst nach Altona, später nach Jütland, bevor sie 1830 in Vicenza katholisch wurde. Sie ließ sich Anfang 1833 in Rom nieder, führte einen Salon, der gut besucht war, und kümmerte sich hauptsächlich um Dänen in Rom.
Charlotte Friederike starb in Rom nach langer Krankheit und wurde auf dem Campo Santo Teutonico in einem vierfachen Sarg begraben. Ihr Grab ziert ein Friedensengel, der von Jens Adolf Jerichau geschaffen worden ist. Am 11. Juli 2019 wurde ihr Grab im Zusammenhang mit den Nachforschungen um das Verschwinden von Emanuela Orlandi geöffnet, zusammen mit dem der 1836 verstorbenen Prinzessin Sophie zu Hohenlohe-Bartenstein. Beide Gräber wurden unerwartet völlig leer aufgefunden.
Ihr Bruder Prinz Adolf zu Mecklenburg war schon 1818 katholisch geworden.

## Literarische Figur
Charlotte Friederike ist Titelheldin des dänischen Romans von Svend Leopold Princesse Charlotte. Roman om Frederik VII's  Moder. (Schubotheske, Københav 1897).